# Chamanthedon brillians
Chamanthedon brillians là một loài bướm đêm thuộc họ Sesiidae. Nó được tìm thấy ở Cộng hòa Congo, Guinea Xích Đạo, Gabon và Sierra Leone.